# Josep Sánchez Adell
Josep Sánchez Adell (Castelló de la Plana, 5 de juliol de 1923 - id. 7 d'abril de 2005) fou un historiador valencià especialitzat en l'edat mitjana. La seva vida i obra van estar fortament lligades a la seva ciutat natal, on va exercir de Cronista Oficial de la ciutat, professor emèrit de la Universitat Jaume I i membre del patronat de la Fundació Huguet, entre d'altres.

## Biografia
Josep Sánchez Adell va ser alumne de les Escoles Pies i de l'Institut Ribalta a Castelló abans de completar la seva formació a la Universitat de València, on es va llicenciar en Filosofia i Lletres en 1946. Immediatament, va passar a treballar com a professor adjunt mentre que va ser investit com a doctor al mateix centre amb una tesi sobre la vila medieval de Castelló. Entre tant, abans de complir els 30 anys, era professor i director de l'Institut de La Vall d'Uixó. Posteriorment va exercir com a mestre a l'antiga Escola Normal de Magisterio des de 1950, com a catedràtic des de 1958 i com a director des de 1977. Al mateix temps, exercia com a professor d'Història Medieval al Col·legi Universitari de Castelló.
Paral·lelament a la seva tasca docent, Sánchez Adell es va continuar la tasca d'Àngel Sánchez Gozalbo o Lluís Revest i es va convertir en un dels investigadors més importants de l'època medieval a l'actual Província de Castelló, com així ho demostren els seus nombrosos treballs. El 1963 va ser nomenat membre corresponent de la Reial Acadèmia de la Història.
A més a més, Sánchez Adell va desenvolupar diversos càrrecs importants dins de la ciutat de Castelló. Va ser un personatge fonamental dins de la Societat Castellonenca de Cultura, desenvolupant successivament els càrrecs de secretari (1959-1983), vicepresident (1983-1991) i president (1991-2006), en lloc del desaparegut Casimir Melià Tena. Mantingué una forta relació personal amb altres personalitats culturals locals com ara Bernat Artola, Vicent Sos Baynat o Germà Colón. Va destacar igualment per la seva tasca editorial. Entre d'altres, en 1984 va crear la revista cultural Castelló festa plena, juntament amb el periodista Paco Pascual i l'escriptor Salvador Bellés. En 1987, després de la mort de Sánchez Gozalvo, va ser nomenat Cronista Oficial de la ciutat. Ja al darrers anys de la seva vida va ser nomenat professor emèrit de les universitat Jaume I i de València, a banda d'entrar a formar part del patronat de la Fundació Huguet el 2002. En 2005, el mateix any de la seva mort, va rebre el premi Valencià de l'Any per la mateixa fundació. En un plànol molt diferent, també va presidir la Caja de Ahorros y Monte de Piedad de Castellón entre 1976 i 1988.
Casat amb Elena Almela, varen tindre quatre fills, entre ells Elena Sánchez Almela, actual responsable de l'Arxiu Municipal Històric de Castelló.

## Obra principal
Selecció:
- Catálogo de pergaminos del Archivo Municipal de Castellón, 1951.
- Cronos. Didáctica de la Historia, 1971.
- Didàctica de la Història, 1977.
- Castellón de la Plana en la Baja Edad Media, 1982.
- Castellón de la Plana y su provincia (amb Ferran Olucha Montins i Ramón Rodríguez Culebras), 1990.
- Las tierras castellonenses. Materiales de trabajo para Ciencias Sociales (amb Fernando Ferrús Camilleri), 1983.
- El Llibre de Privilegis de Castelló de la Plana, 1993.
- Elenco de fechas para la historia urbana de Castellón de la Plana (amb Ferran Olucha Montins i Elena Sánchez Almela), 1993.
- El reloj público en Castellón, 1996.
- Magdalena: historia y leyenda de un pueblo (amb Alvaro Monferrer Monfort), 2002
- Crónicas mínimas, 2002.
- Ganadería medieval castellonense. Ocho estudios, 2004.
- Defensa y seguridad de una villa medieval: Castellón de la Plana (amb Elena Sánchez Almela), 2004.
- Retazos de historia: miscelánea de artículos sobre Castellón, 2006.